# Labyrint Drielandenpunt
Het Labyrint Drielandenpunt is een doolhof gemaakt op het Nederlandse deel van de Vaalserberg bij Vaals in de gelijknamige gemeente. Via allerlei paden, omgeven door hoge hagen, kan men dolen naar het midden en onderweg passeert men drie bruggen. In het midden staat een uitkijktoren. Gemiddeld duurt het vinden van het middelpunt 30-45 minuten. In het patroon van de doolhof kunnen twee leeuwen, een Nederlandse en een Belgische, en een Duitse adelaar herkend worden.
De doolhof werd in 1992 aangelegd.
In de nabijheid van de doolhof bevinden zich de Koning Boudewijntoren, het Drielandenpunt en het hoogste punt van Nederland. Verderop ligt er een grafheuvel en staat de Wilhelminatoren.